# Mara Jiménez
Mara Jiménez (Sabadell, 1995) és una creadora de contingut, actriu i activista contra la grassofòbia i per la salut mental catalana establerta a Madrid.
Es va criar al barri de Can Puiggener i va estudiar a l'Escola Enric Casassas i a l'Institut Escola Industrial.
Té mig milió de seguidors al perfil d'Instagram @croquetamente_. La revista Forbes l’ha destacat com una de les 100 principals creadores de contingut dels anys 2022 i 2023. Com a artista, ha aparegut en el programa ¡A cantar! i a diferents videoclips i curtmetratges. Com a actriu ha participat en la comèdia Gordas. També s’ha estrenat com a compositora amb el musical Detrás del espejo. El 2024 va guanyar el Premi Sabadellenc de l’Any 2023 organitzat pel diari digital iSabadell amb el patrocini de FIAC Idiomes i la col·laboració de l'Ajuntament i Ràdio Sabadell.

## Llibres publicats[6]
- Acepta y vuela: de odiarme a amarme sin medida
- Más yo que nunca: trazando el mapa para volver a tí[9]